# 国鉄1290形蒸気機関車

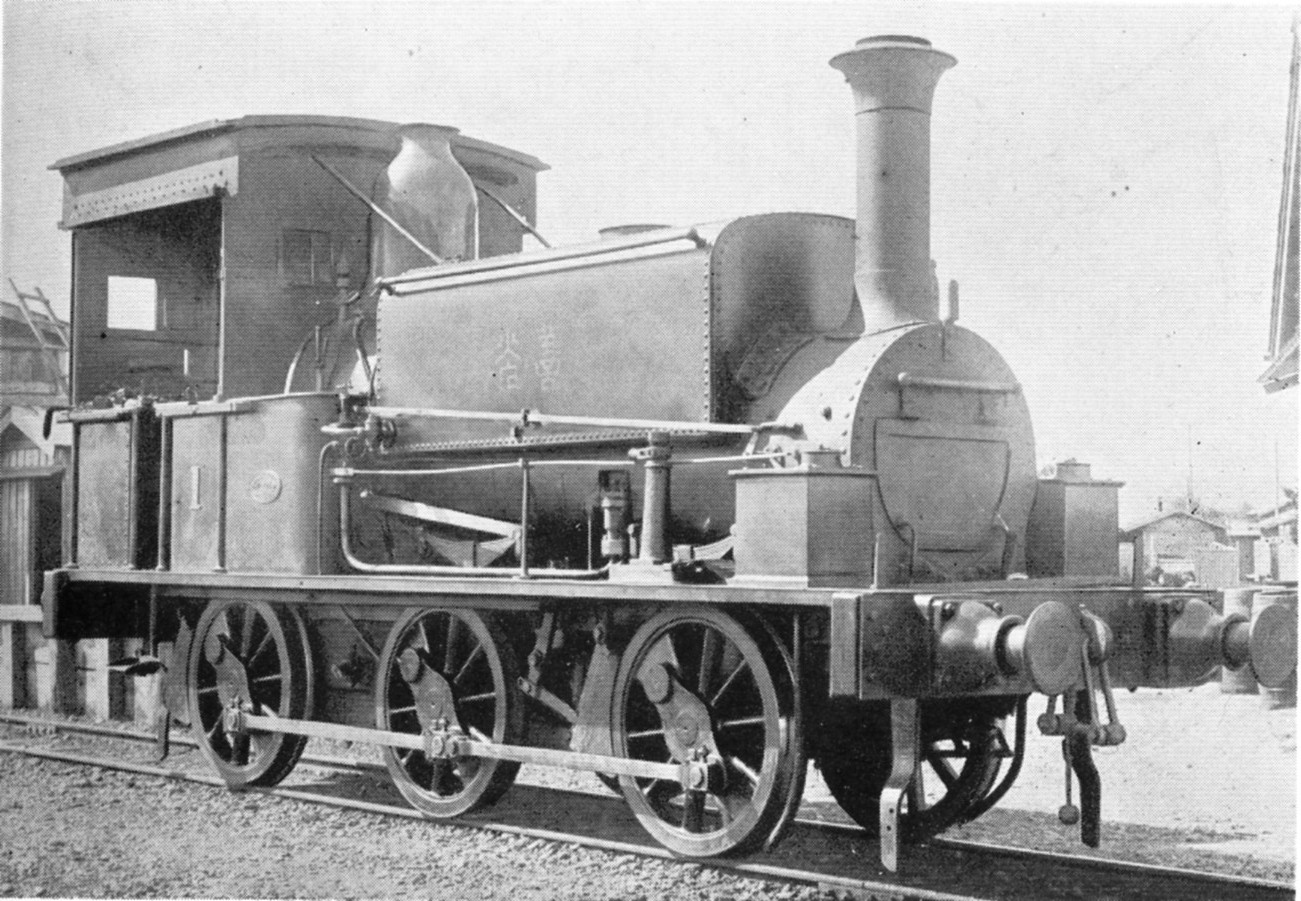
日本鉄道 甲1「善光」（後の鉄道院1292）

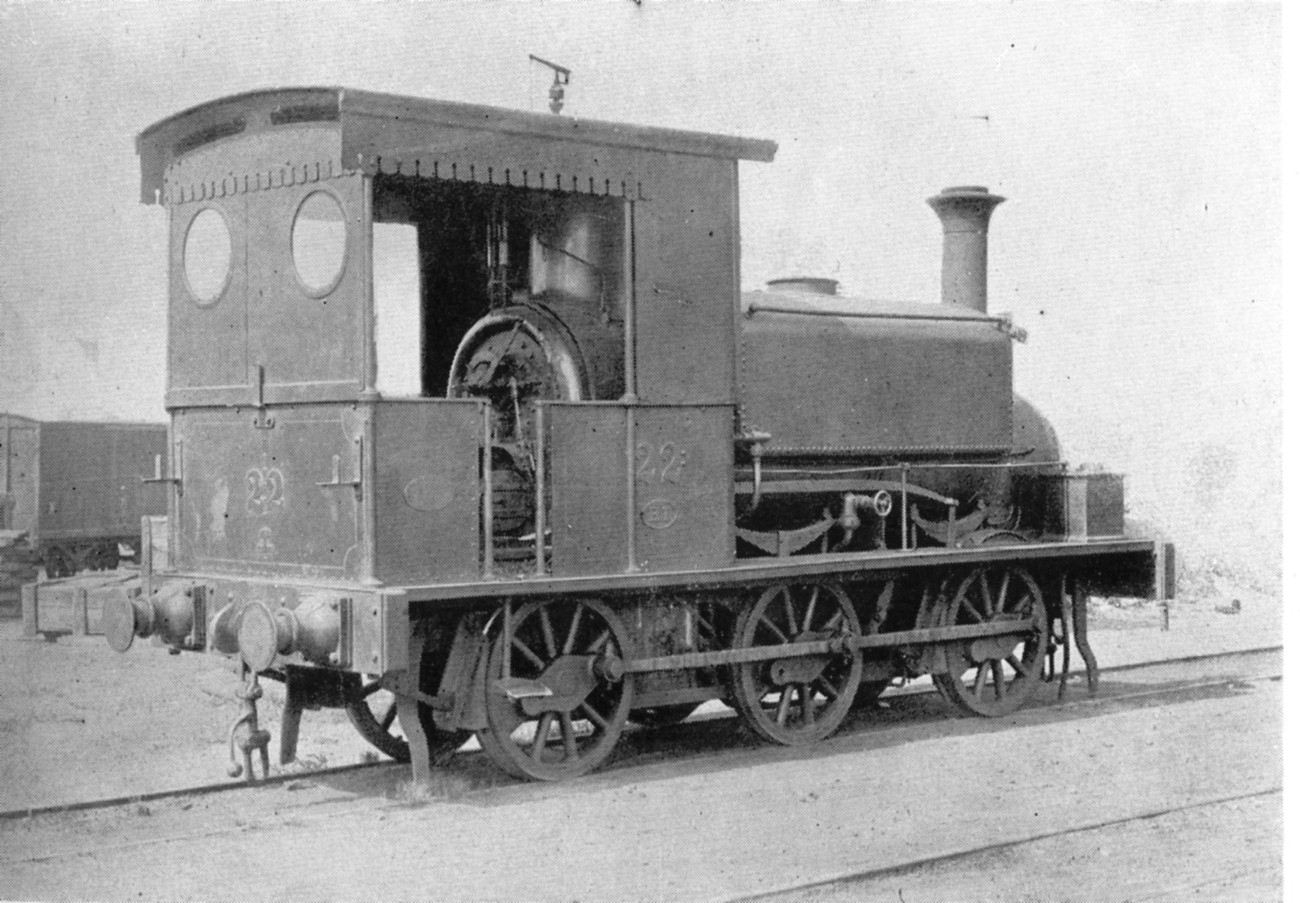
鉄道作業局 22（後の鉄道院1290）

1290形は、かつて日本国有鉄道の前身である鉄道院に在籍した、タンク式蒸気機関車である。

## 概要
1875年（明治8年）及び1882年（明治14年）に、鉄道建設工事用にイギリスから輸入された蒸気機関車（バラスト・エンジン）で、計3両が輸入された。1873年（明治6年）及び1881年（明治13年）マニング・ワードル社(Manning Wardle & Co., Boyne Engine Works)製（製造番号431, 435, 815）である。
1873年製の2両は官設鉄道において使用されたが、1881年製の1両は日本鉄道に引き渡され、建設工事に使用された。日本鉄道に行った1両は、埼玉県川口市の善光寺裏まで運ばれ、そこで組立したことから、「善光」（ぜんこう）の愛称が与えられている。
また、1873年製の2両は製造番号が離れているが、これは1両が造幣寮の注文であったためという説がある。異説として、これはヨークシャー社製の10（後の鉄道院110形）であったという説もあるが、いずれも確証がなく、真相は闇の中である。

## 構造
動輪直径は914mm(3ft)、車軸配置はC（動輪3軸、先従輪なしの意味）のタンク式蒸気機関車である。本形は、ボイラー上に鞍のように角形の水槽を載せたサドルタンク型で、動輪を動かすシリンダは台枠の内側に設けられており、弁装置はスチーブンソン式である。外からは各動輪を繋ぐ連結棒が見えるのみで主連棒等の機構を見ることはできない。蒸気ドームは火室上に設けられており、サルター式安全弁を備えている。また、煙室扉の形状も独特で、通常は左右に開閉するものであるが、2/3を上下に開閉するようになっている。
運転室は低速で運転されるのみであるため、屋根を4本の鋼管で支えるのみで、当初は前後の風除けすら付いていなかった。後に風除けが前後に設けられ、官設鉄道の2両は、運転室を拡大して火室上の蒸気ドームまで覆う形となり、煙室扉の開き方も普通の左右開きに改造されている。
また、日本鉄道が導入した1両の弁装置はジョイ式となっており、官設鉄道の2両もこれに倣っている。

### 主要諸元
- 全長：6,991mm
- 全高：3,150mm
- 軌間：1,067mm
- 車軸配置：0-6-0(C)
- 動輪直径：914mm(3ft)
- 弁装置：スチーブンソン式基本型（1290, 1291）、ジョイ式基本型（1292）
- シリンダー（直径×行程）：304mm×432mm
- ボイラー圧力：8.4kg/cm2
- 火格子面積：0.55m2
- 全伝熱面積：36.9m2
  - 煙管蒸発伝熱面積：33.1m2
  - 火室蒸発伝熱面積：3.8m2
- 小煙管（直径×長サ×数）：44.5mm×2445mm×97本
- 機関車運転整備重量：16.81t
- 機関車動輪上重量（運転整備時）：16.81t
- 機関車動輪軸重（最大・第2、第3動輪上）：5.89t
- 水タンク容量：1.84m3
- 燃料積載量：0.56t
- 機関車性能
  - シリンダ引張力：3,140kg
- ブレーキ装置：手ブレーキ

## 運転・経歴

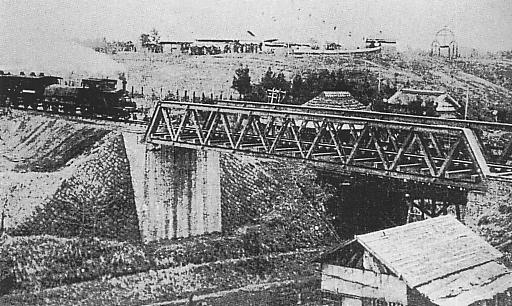
千葉県営鉄道野田線で使用される本形式

1875年に来着した2両は、22, 24と付番され、西部地区（阪神間）の建設工事に使用された。その後、日本鉄道建設用の1両が1882年に来着し、こちらは25と付番され、「善光」の愛称をいただいたことは前述のとおりである。
官設鉄道の2両は、1885年にH形に類別され、1898年（明治31年）には、形式がB1形と改められている。
本形は、建設工事用として各地を転々としており、京阪神間の開業後の1880年に敦賀 - 長浜間の建設のため、船積みされて金ヶ崎（現在の敦賀港）に送られたが、1886年3月に1両が湖東線建設のため戻されている。
日本鉄道の25は、1894年（明治27年）に官設鉄道と日本鉄道の機関車管理体制が分離されたのに伴う改番で、M3/3形の3となったが、後に工事用機関車を「甲」、工場入換用を「乙」としたことから、甲1（機関車には「1」とのみ表示）となった。つまり、日本鉄道には、通常の営業用の「1」と工事用の「甲1」、入換用の「乙1」と3両の1号機関車が存在したことになる。
甲1は、1906年（明治39年）の日本鉄道国有化時には東京に戻っており、田端機関庫で入換用として使用されていた。1908年（明治41年）には軌間762mmから改軌工事中で機関車の製造が遅れていた青梅鉄道に23（のち165）とともに貸し出されている。国有化を受けて1909年（明治42年）に制定された鉄道院の形式称号規程では、1290形と定められ、官設鉄道の22, 24は1290, 1291に、旧日本鉄道の甲1は1292に改められた。
1911年（明治44年）4月に1290と1291は千葉県庁に払下げられ、千葉県営鉄道（野田線）の1, 2となりこの2両で開業した。1923年（大正12年）に千葉県営鉄道は北総鉄道に譲渡され、1930年（昭和5年）3月に廃車された。その後の消息は明らかでない。
1292は、工事用として秋田鉄道（現在のJR東日本花輪線の一部）に貸出されるなどしていたが、1918年（大正7年）に使用中止になった。1922年（大正11年）7月になると千葉県営鉄道（野田線）が野田町の野田醤油株式会社の工場新築工事の資材輸送のためにこの機関車を借り受け、ここで3両が揃うことになった。その後、1923年に廃車された。

## 保存
1292は1923年に廃車となったが、「善光」の名は多くの人に知られており、当時池袋にあった東京鉄道教習所に保管されることとなった。1942年（昭和17年）には、東京神田に新築された鉄道博物館（後の交通博物館）に移った。1959年（昭和34年）10月14日には、鉄道記念物に指定されている。
2006年の交通博物館閉館後は、2007年（平成18年）10月14日、さいたま市大宮区に開館した鉄道博物館に移され、展示されている。